# Abigail Breslinová
Abigail Kathleen Breslinová (* 4. dubna 1996, New York, New York, USA) je americká herečka a zpěvačka. Je jedna z nejmladších hereček nominovaných na Oscara v historii.
Poprvé se objevila v reklamě ve svých třech letech a v prvním filmu Znamení v pěti letech. Dále hrála na příklad v Malá Miss Sunshine (2006), Určitě, možná (2008), Je to i můj život (2009), Zombieland (2009), Rango (2011), Enderova hra (2013) a Perfect Sisters (2014). V roce 2015 byla obsazena do seriálu Scream Queens.

## Životopis
Narodila se v New Yorku, je dcerou Kim a Michaela Breslinových. Má dva starší bratry Ryana a Spencera, kteří se také věnují herectví.

## Kariéra
S kariérou začala ve třech letech, kdy získala roli v reklamě pro Toys "R" Us. První herecká role přišla v roce 2002 se sci-fi filmem Znamení, po boku Mela Gibsona. Její vystoupení bylo uznáváno kritiky. V roce 2004 si zahrála ve filmu Život s Helenou, kde si zahrála se svým bratrem Spencerem. Menší roli získala ve filmu Deník princezny 2: Královské povinnosti.
Průlomová role přišla s komediálním dramatem Malá Miss Sunshine, ve kterém si zahrála hlavní roli Olive Hoover. Film byl pozitivně hodnocen kritiky a vydělal přes 100 milionů dolarů po celém světě. Za roli získala nominaci na Oscara v kategorii Nejlepší herečka ve vedlejší roli, kdy se stala čtvrtou nejmladší nominovanou herečkou v této kategorii a na Screen Actors Guild Award.
27. října 2007 debutovala na divadelních prknech ve hře Right You Are (If You Think You Are) v New Yorku v Guggenheimově muzeu. S Ryanem Reynoldsem si zahrála ve filmu Určitě, možná. Další velká role přišla s filmem Je to i můj život z roku 2009, kde si zahrála roli Anny, jejíž sestra trpí leukémií. V tom samém roce se objevila v hororové komedii Zombieland. V únoru 2010 přišel Broadwayské debut ve hře The Miracle Woker v divadle Circle in the Square. Svůj hlas propůjčila do animované komedie Rango. Zahrála si ve hvězdně obsazeném filmu Šťastný Nový rok.
V roce 2013 se objevila v thrilleru Tísňová linka, který obdržel mix recenzí. Film vydělal 68 milionů dolarů po celém světě. Také v roce 2013 se objevila v hororovém filmu Haunter. Byla obsazena do filmu Enderova hra, který je inspirovaný stejnojmennou knihou od Orson Scott Carda. V červenci 2012 byla obsazena do filmu Blízko od sebe, založené na Pulitzerovou cenou oceněné divadelní hře August: Osage County (anglický název), po boku Meryl Streep a Julie Roberts. V roce 2014 se objevila v kriminálním dramatu Vražedné spolčení.
V roce 2015 byla obsazena do role seriálu stanice FOX Scream Queens. V roce 2016 získala hlavní roli Fraces v televizní verzi filmu Dirty Dancing (Hříšný tanec).

## Filmografie

### Film
| Rok           | Název                                   | Role                      | Poznámky     |
| ------------- | --------------------------------------- | ------------------------- | ------------ |
| 2002          | Znamení                                 | Bo Hess                   |              |
| 2004          | Život s Helenou                         | Sarah Davis               |              |
| 2004          | Deník princezny 2: Královské povinnosti | Carolina, dívka v průvodu |              |
| 2004          | Keane                                   | Kira Bedik                |              |
| 2004          | Roztomilý mazlíček                      | Ray                       |              |
| 2005          | Rodina podle plánu                      | Nicole                    | TV film      |
| 2006          | Malá Miss Sunshine                      | Olive Hoover              |              |
| 2006          | Imaginary Friend                        | Hally                     |              |
| 2006          | 12 podmínek k dědictví                  | Emily Rose                |              |
| 2006          | Santa Klause 3: Úniková klauzule        | Trish                     |              |
| 2006          | Air Buddies - Štěňata                   | Rosebud (hlas)            |              |
| 2007          | Koření života                           | Zoe Armstrong             |              |
| 2008          | Určitě, možná                           | Maya Hayes                |              |
| 2008          | Zapomenutý ostrov                       | Nim Rusoe                 |              |
| 2008          | Kit Kittredge: Odvážná novinářka        | Kit Kittredge             |              |
| 2009          | Je to i můj život                       | Anna Fitzgerald           |              |
| 2009          | Zombieland                              | Little Rock               |              |
| 2010          | Quantum Quest: A Cassini Space Odyssey  | Jeana (hlas)              |              |
| 2010          | Janie Jones                             | Janie Jones               |              |
| 2011          | Rango                                   | Priscilla (hlas)          |              |
| 2011          | Divoká banda                            | Daisy (hlas)              |              |
| 2011          | Šťastný Nový rok                        | Hailey                    |              |
| 2013          | Vražedná minulost                       | Lisa                      |              |
| 2013          | Tísňová linka                           | Casey Welson              |              |
| 2013          | Enderova hra                            | Valentine Wiggin          |              |
| 2013          | Blízko od sebe                          | Jean Fordham              |              |
| 2014          | Wicked Blood                            | Hannah Lee                |              |
| 2014          | Vražedné spolčení                       | Sandra                    |              |
| 2015          | Maggie                                  | Maggie Pace               |              |
| 2015          | Final Girl                              | Veronica                  |              |
| 2016          | Fear, Inc.                              | Jennifer                  |              |
| 2017          | Obludárium                              | Lynette                   |              |
| 2017          | Yamasong: March of the Hollows          | Nani                      |              |
| 2019          | Zombieland: Rána jistoty                | Little Rock               |              |
| 2021          | Stillwater                              | Allison Baker             |              |
| 2022          | Canyon Del Muerto                       | Anne Morrow Lindbergh     |              |
| 2022          | Slayers                                 | Jules                     |              |
| 2022          | Saturday at the Starligh                | Tabitha                   | postprodukce |
| bude oznámeno | Miranda's Victim                        | Trish Weir                | postprodukce |

### Televize
| Rok       | Název                                     | Role                    | Poznámky                                   |
| --------- | ----------------------------------------- | ----------------------- | ------------------------------------------ |
| 2002      | Co mám na tobě ráda                       | Josie                   | díl: „Plyšový medvěd“                      |
| 2002      | Taxík                                     | Kayla Adams             | díl: „Domestic Disturbance“                |
| 2004      | Zákon a pořádek: Útvar pro zvláštní oběti | Patty Branson           | díl: „Právo matky“                         |
| 2004      | Námořní vyšetřovací služba                | Sandy Watson            | díl: „Nevidím zlo“                         |
| 2006      | Posel ztracených duší                     | Sarah Applewhite        | díl: „Melinda's First Ghost“               |
| 2006      | Chirurgové                                | Megan Clover            | díl: „Všechno, co potřebuješ, je fantazie“ |
| 2015–2016 | Scream Queens                             | Channel č. 5            | hlavní role, 23 dílů                       |
| 2017      | Dirty Dancing                             | Frances "Baby" Houseman | Televizní film                             |
| 2022      | The Cannibals'                            | Salem Magnotti          |                                            |
| 2023      | Accused                                   | Esme Brewer             | díl: „Episode #1.1“                        |

## Diskografie
- The World Now (2015)

## Ocenění a nominace
| Rok  | Ocenění                                            | Kategorie                                            | Práce                                            | Výsledek  |
| ---- | -------------------------------------------------- | ---------------------------------------------------- | ------------------------------------------------ | --------- |
| 2003 | Young Artist Award                                 | nejlepší herečka: film (10 a méně)                   | Znamení                                          | nominace  |
| 2003 | Phoenix Film Critics Society Awards                | nejlepší mladá herečka v hlavní nebo vedlejší roli   | Znamení                                          | nominace  |
| 2006 | Alliance of Women Film Journalists                 | objev roku                                           | Malá Miss Sunshine                               | vítězství |
| 2006 | Awards Circuit Community Awards                    | nejlepší obsazení                                    | Malá Miss Sunshine                               | vítězství |
| 2006 | Awards Circuit Community Awards                    | nejlepší herečka ve vedlejší roli                    | Malá Miss Sunshine                               | nominace  |
| 2006 | Golden Schmoes Awards                              | nejlepší herečka ve vedlejší roli                    | Malá Miss Sunshine                               | vítězství |
| 2006 | Golden Schmoes Awards                              | objev roku                                           | Malá Miss Sunshine                               | nominace  |
| 2006 | Gotham Awards                                      | objev roku                                           | Malá Miss Sunshine                               | nominace  |
| 2006 | Gotham Awards                                      | nejlepší obsazení                                    | Malá Miss Sunshine                               | nominace  |
| 2006 | Las Vegas Film Critics Society Awards              | nejlepší mladá herečka/mladý herec                   | Malá Miss Sunshine                               | vítězství |
| 2006 | Phoenix Film Critics Society Awards                | nejlepší mladá herečka v hlavní nebo vedlejší roli   | Malá Miss Sunshine                               | vítězství |
| 2006 | Phoenix Film Critics Society Awards                | nejlepší obsazení                                    | Malá Miss Sunshine                               | vítězství |
| 2006 | Women Film Critics Circle Awards                   | nejlepší mladá herečka                               | Malá Miss Sunshine                               | vítězství |
| 2007 | Oscar                                              | nejlepší herečka ve vedlejší roli                    | Malá Miss Sunshine                               | nominace  |
| 2007 | Chicago Film Critics Association Awards            | nejlepší herečka ve vedlejší roli                    | Malá Miss Sunshine                               | nominace  |
| 2007 | Empire Awards                                      | nejlepší nováček: žena                               | Malá Miss Sunshine                               | nominace  |
| 2007 | Iowa Film Critics                                  | nejlepší herečka ve vedlejší roli                    | Malá Miss Sunshine                               | vítězství |
| 2007 | Central Ohio Film Critics Association              | nejlepší obsazení                                    | Malá Miss Sunshine                               | nominace  |
| 2007 | Dublin Film Critics Circle Awards                  | nejlepší herečka ve vedlejší roli                    | Malá Miss Sunshine                               | vítězství |
| 2007 | Satellite Awards                                   | nejlepší herečka ve vedlejší roli                    | Malá Miss Sunshine                               | nominace  |
| 2007 | Mezinárodní filmový festival v Tokyu               | nejlepší herečka                                     | Malá Miss Sunshine                               | vítězství |
| 2007 | Gold Derby Awards                                  | nejlepší obsazení                                    | Malá Miss Sunshine                               | vítězství |
| 2007 | Gold Derby Awards                                  | nejlepší herečka ve vedlejší roli                    | Malá Miss Sunshine                               | nominace  |
| 2007 | BAFTA Awards                                       | nejlepší herečka ve vedlejší roli                    | Malá Miss Sunshine                               | nominace  |
| 2007 | Critics' Choice Awards                             | nejlepší mladá herečka                               | Malá Miss Sunshine                               | vítězství |
| 2007 | Critics' Choice Awards                             | nejlepší obsazení                                    | Malá Miss Sunshine                               | vítězství |
| 2007 | MTV Movie Awards                                   | objev roku                                           | Malá Miss Sunshine                               | nominace  |
| 2007 | Online Film & Television Association               | nejlepší mladá herečka                               | Malá Miss Sunshine                               | vítězství |
| 2007 | Online Film & Television Association               | objev roku: žena                                     | Malá Miss Sunshine                               | nominace  |
| 2007 | Online Film Critics Society Awards                 | nejlepší herečka ve vedlejší roli                    | Malá Miss Sunshine                               | vítězství |
| 2007 | Screen Actors Guild Awards                         | nejlepší herečka ve vedlejší roli                    | Malá Miss Sunshine                               | nominace  |
| 2007 | Screen Actors Guild Awards                         | nejlepší filmové obsazení                            | Malá Miss Sunshine                               | vítězství |
| 2007 | St. Louis Film Critics                             | nejlepší herečka ve vedlejší roli                    | Malá Miss Sunshine                               | nominace  |
| 2007 | Young Artist Awards                                | nejlepší herečka: film (10 a méně)                   | Malá Miss Sunshine                               | vítězství |
| 2008 | Critics' Choice Awards                             | nejlepší mladá herečka                               | Koření života                                    | nominace  |
| 2008 | Teen Choice Awards                                 | nejlepší herečka: akční/dobrodružný film             | Zapomenutý ostrov                                | nominace  |
| 2008 | Women Film Critics Circle Awards                   | nejlepší mladá herečka                               | Kit Kittredge: Odvážná novinářka a Určitě, možná | vítězství |
| 2009 | Young Artist Awards                                | nejlepší herečka: film                               | Kit Kittredge: Odvážná novinářka                 | nominace  |
| 2010 | Young Artist Awards                                | nejlepší herečka: film                               | Je to i můj život                                | vítězství |
| 2010 | Scream Awards                                      | nejlepší herečka ve vedlejší roli                    | Zombieland                                       | nominace  |
| 2012 | Young Artist Awards                                | nejlepší dabing: herečka                             | Rango                                            | nominace  |
| 2012 | Behind the Voice Actors Awards                     | nejlepší ženský vokální výkon                        | Rango                                            | nominace  |
| 2013 | Alliance of Women Film Journalists                 | nejdivnější věkový rozdíl mezi hlavními protagonisty | Blízko od sebe                                   | nominace  |
| 2013 | Hollywood Film Awards                              | nejlepší filmové obsazení                            | Blízko od sebe                                   | vítězství |
| 2013 | Nevada Film Critics Society                        | nejlepší filmové obsazení                            | Blízko od sebe                                   | vítězství |
| 2013 | Phoenix Film Critics Society Awards                | nejlepší filmové obsazení                            | Blízko od sebe                                   | nominace  |
| 2013 | Women Film Critics Circle Awards                   | nejlepší filmové obsazení                            | Blízko od sebe                                   | nominace  |
| 2013 | Washington DC Area Film Critics Association Awards | nejlepší filmové obsazení                            | Blízko od sebe                                   | nominace  |
| 2014 | Gold Derby Awards                                  | nejlepší filmové obsazení                            | Blízko od sebe                                   | nominace  |
| 2014 | Seattle Film Critics Society Awards                | nejlepší filmové obsazení                            | Blízko od sebe                                   | nominace  |
| 2014 | Screen Actors Guild Awards                         | nejlepší filmové obsazení                            | Blízko od sebe                                   | nominace  |
| 2016 | Fangoria Chainsaw Award                            | nejlepší herečka                                     | Maggie                                           | nominace  |
| 2016 | Young Artist Awards                                | Nejlepší herečka v hlavní roli (14–21 let)           | Maggie                                           | nominace  |